# Thomas Pelham-Holles, I duca di Newcastle-upon-Tyne
Thomas Pelham-Holles, I duca di Newcastle-upon-Tyne e I duca di Newcastle-under-Lyne (Londra, 21 luglio 1693 – Londra, 17 novembre 1768), è stato un politico inglese.
Ha fatto parte del partito Whig ed è stato Primo Ministro del Regno di Gran Bretagna due volte: dal 16 marzo 1754 al 16 novembre 1756 e dal 2 luglio 1757 al 26 maggio 1762.
Protégé di Sir Robert Walpole, egli prestò servizio nel suo governo per oltre vent'anni sino al 1742. Mantenne il potere assieme al fratello, Henry Pelham (primo ministro di Gran Bretagna), sino al 1754. A questo punto aveva servito come Segretario di Stato per i dipartimenti del nord e del sud senza interruzioni per trent'anni dominando la scena politica inglese.
Dopo la morte di Henry, il duca mantenne la posizione di primo ministro per i sei anni successivi (in due periodi separati). Mentre la sua prima premiership non ebbe particolari risvolti, nella seconda egli prese parte alla fallimentare Guerra dei sette anni che gli valse le dimissioni dalla sua carica politica. Dopo la fine del suo secondo periodo come primo ministro, prestò servizio per un breve periodo di tempo nel governo del marchese di Rockingham prima di ritirarsi definitivamente a vita privata.
Massone, fu membro della Prima gran loggia d'Inghilterra.

## Biografia

### I primi anni

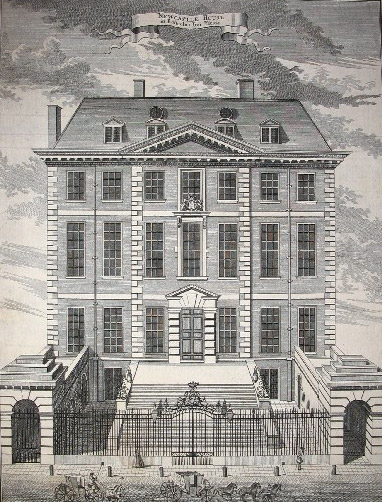
Newcastle House che Thomas Pelham-Holles ereditò da suo zio nel 1711, e che venne utilizzata da lui come sua principale residenza londinese.

Thomas Pelham nacque a Londra il 21 luglio 1693 figlio primogenito di Thomas Pelham, I barone Pelham, e della sua seconda moglie, lady Grace Holles, sorella minore di John Holles, I duca di Newcastle-upon-Tyne. Egli compì i propri studi alla Westminster School e venne ammesso poi a frequentare il Clare College di Cambridge dal 1710. Suo zio morì nel 1711 e suo padre l'anno successivo, entrambi lasciandogli un grande patrimonio. Quando nel 1714 raggiunse la maggiore età, lord Pelham era uno dei più grandi proprietari terrieri del regno, avendo il possesso i gran parte delle terre della contea del Sussex. Secondo il testamento di suo zio, egli aggiunse anche il cognome Holles al proprio divenendo quindi noto col nome di Thomas Pelham-Holles. Non mancarono le dispute con sua zia che si conclusero favorevolmente per lui nel 1714.
Egli incominciò in quest'epoca ad affiliarsi sempre più al partito degli Whig, come suo padre e suo zio avevano già fatto dimostrandosi moderati nelle loro visioni politiche. La Gran Bretagna a quel tempo era suddivisa fortemente tra gli Whigs che favorivano la successione di Giorgio di Hannover dopo la morte della regina Anna di Gran Bretagna e i Tories che supportavano il ritorno del giacobita Giacomo Francesco Edoardo Stuart, conosciuto col soprannome di vecchio pretendente. Questi scontri ebbero un profondo impatto sulla formazione del giovane duca di Newcastle. Egli aderì dunque all'Hannover Club ed al Kit Kat Club, entrambi di estrazione Whig. Newcastle House a Londra divenne la sua residenza principale.

### L'inizio della carriera politica

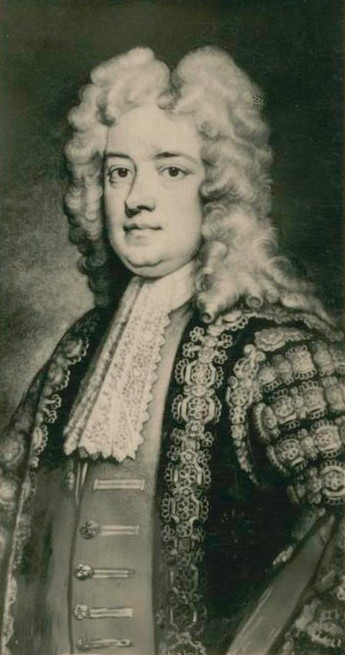
Dal 1720 il duca di Newcastle si alleò con sir Robert Walpole. I due divennero partner politici inseparabili per i successivi vent'anni, e Newcastle sarebbe rimasto leale sino alla caduta di Walpole nel 1742.

Newcastle si preoccupò di sostenere vigorosamente gli Whigs alla morte della regina Anna ed ebbe un ruolo fondamentale nel far accettare ai londinesi il nuovo re nella figura di Giorgio I, organizzando le cosiddette Newcastle mobs, piccole risse provocatorie eseguite dai suoi fedelissimi per le strade al fine di mettere in cattiva luce gli esponenti giacobiti.
Il suo servizio venne largamente ricompensato dal nuovo monarca che nel 1714 lo nominò Conte di Clare e nel 1715 Duca di Newcastle-upon-Tyne. Egli divenne anche Lord Luogotenente delle contee di Middlesex e Nottingham nonché cavaliere dell'Ordine della Giarrettiera. Nella sua nuova posizione egli venne incaricato di sopprimere il giacobinismo nelle contee sotto il suo controllo. Nel Middlesex egli arrestò ed interrogò circa 800 persone e costituì la Voluntary Defence Association per difendere l'area. Durante il 1715 egli venne coinvolto in una rivolta che si concluse con l'uccisione di due uomini, ma Newcastle riuscì a fuggire sui tetti della città. La successione di Giorgio I era ormai assicurata e la sconfitta dell'esercito giacobita nella Battaglia di Preston e l'esilio del vecchio pretendente portarono definitivamente alla conclusione delle ostilità.
La vittoria degli Hannover sui giacobiti segnò l'inizio dell'ascesa del partito degli Whig che avrebbe imperato per gran parte del XVIII secolo. La debolezza dell'opposizione del partito Tory stava anche nel fatto che esso non era favorito più dalla corona dal momento che Giorgio I li vedeva come sostenitori dei giacobiti e favorì dunque gli Whigs nell'assegnazione dei ministeri. A seguito della loro vittoria, gli Whigs si divisero in due parti di cui una andò a formare un'opposizione formale. Dopo un periodo di manovre politiche, durante il quale fu associato alla fazione degli Whigs guidata da James Stanhope, dal 1720 Newcastle iniziò a identificarsi sempre più col governo dominato dalla figura di sir Robert Walpole.
Walpole salutò festosamente l'entrata del giovane duca di Newcastle nel suo gruppo dal momento che riteneva di poterlo facilmente controllare ed era intenzionato a contrapporlo all'opposizione. Newcastle aderì al governo di Walpole d'altro canto perché pensava che egli sarebbe stato la figura chiave degli anni a venire nella politica inglese. Dal 1721 Walpole divenne ufficialmente il 1º Primo ministro, istituendo una carica che avrebbe mantenuto per i successivi ventuno anni.
Il 2 aprile 1717 egli incrementò i suoi contatti con gli Whig sposando Henrietta Godolphin, nipote di John Churchill, I duca di Marlborough, un eroe nazionale per le sue vittorie nella Guerra di successione spagnola e considerato un'icona Whig.

### Lord Ciambellano

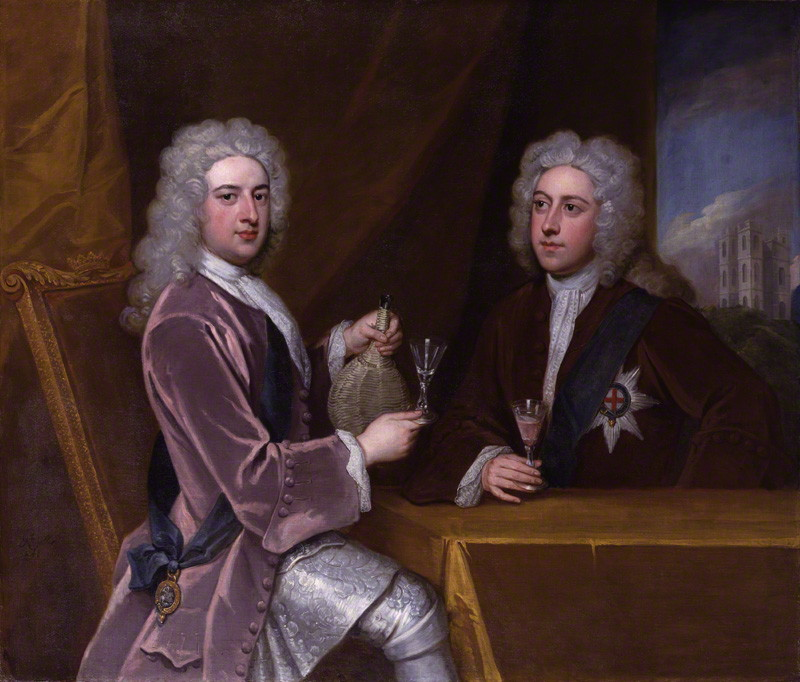
Il duca di Newcastle (a sinistra) e Henry Clinton, VII conte di Lincoln in un ritratto di Godfrey Kneller, c. 1721.

Nel 1717, all'età di 23 anni, il duca di Newcastle ottenne il suo primo alto incarico politico come Lord Ciambellano, e gli venne concessa la supervisione dei teatri. Le rappresentazioni del tempo erano solitamente improntate su fatti politici ed il duca era fervidamente intenzionato ad annullare ogni copione che fosse troppo critico nei confronti della successione degli Hannover o contrario alle idee degli Whig, scontrandosi più volte personalmente con lo scrittore sir Richard Steele. Nel 1719 egli si propose come uno dei tre principali patroni della nuova compagnia fondata da George Frideric Handel, la Royal Academy of Music. Il duca inoltre ordinò a Handel nel maggio del 1719 di recarsi sul continente per mettere a contratto quanti più cantanti per un periodo lungo.
Il posto di Lord Ciambellano gli venne garantito per sette anni e la sua azione fu rimarchevole al punto da considerare per lui il passaggio a sempre maggiori cariche. Malgrado la sua giovane età, egli aveva dimostrato la sua forza in molte elezioni generali ed era stato in grado di guidare venti parlamentari di sua fiducia a sedere nelle camere, per via della sua ricchezza e del suo patronato politico. Le preoccupazioni di Walpole non erano però destinate a finire in quanto gli Whigs si trovarono sull'orlo della crisi a seguito del collasso della Bolla della South Sea Company che lasciò centinaia di azionisti in rovina. Lo stesso duca di Newcastle aveva perso nell'impresa 4.000 sterline che aveva dato per la Bolla della South Sea Company all'apice del suo successo. Sarà in questa situazione d'emergenza che Walpole riuscirà a garantirsi il posto di Primo Ministro.
Durante questo periodo il duca e sua moglie divennero famosi per tenere sontuose feste nella loro casa londinese, a cui prendeva parte la créme della créme della società inglese dell'epoca, inclusi molti oppositori politici, talvolta accompagnando i loro ospiti in cacce alla volpe che si tenevano nella tenuta dei Pelham a Bishopstone, nel Sussex. Durante il suo periodo come Lord Ciambellano, inoltre, Pelham si preoccupò di restaurare numerosi edifici pubblici ridotti in rovina.

### Segretario di Stato

#### La nomina
Nel 1724 il duca di Newcastle venne scelto da Sir Robert Walpole quale suo Segretario di Stato per il Dipartimento del Sud al posto di lord Carteret, una mossa largamente promossa da Townshend che andava a confermare la predilezione di Walpole sul giovane. Thomas Pelham-Holles si era per anni preparato alla gestione degli affari esteri, apprendendo l'arte della diplomazia e studiando i sistemi statali europei.

#### L'alleanza francese
Sin dal Trattato di Utrecht che aveva posto fine alla Guerra di successione spagnola, la Gran Bretagna era stata un'alleata della Francia (al contrario di quanto era successo nei secoli precedenti dove la Francia era considerata il principale nemico britannico). Le ragioni di questa alleanza erano complesse, e molti dubitavano che potessero reggere a lungo, ma quando Newcastle divenne Segretario di Stato questi legami si rinsaldarono. Dal 1719 Francia e Gran Bretagna divennero parti della Quadruplice Alleanza che governò i destini della politica europea, portando ben presto alla Guerra della Quadruplice Alleanza, un grande scontro navale nel Mediterraneo teso a sconfiggere la Spagna ed a reclamare gran parte dei suoi territori in Italia. L'alleanza fu però molto impopolare in quanto molti deputati e gran parte della popolazione continuavano a ritenere la Francia un temibile nemico da sconfiggere.

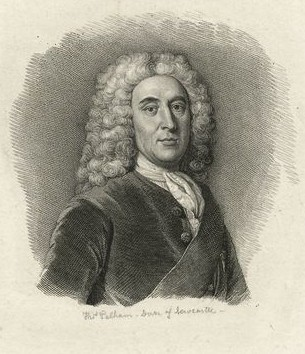
Il duca di Newcastle nel 1735 quando era Segretario di Stato per il Dipartimento del Sud nel governo di Walpole.

Newcastle entrò quindi nel governo del fratello minore, Henry Pelham. I due fratelli gestivano la politica di comune accordo, anche se non mancarono gli scontri in alcune materie come per esempio la fortuna del duca che veniva continuamente delapidata dalle sue pazze spese. Pelham da un lato era considerato più abile del fratello, ma il duca aveva dato il via alla carriera politica dei due e malgrado le differenze capirono che erano indispensabili l'uno all'altro.

#### Crisi interne
L'amministrazione della politica incontrò una profonda crisi nel 1727 quando Giorgio I morì inaspettatamente e suo figlio Giorgio II gli succedette al trono. Il nuovo re aveva già avuto in precedenza pessime relazioni con Walpole ed il duca di Newcastle il che faceva pensare a tutti un repentino cambio di governo. Walpole invece seppe dimostrare al nuovo monarca la sua valenza politica e riuscì a mantenere il proprio incarico di primo ministro, in particolare grazie all'amicizia della figlia di Giorgio II, la principessa Amelia Sofia di Hannover, amicizia sulla quale molti specularono senza prove una storia d'amore. Dal novembre del 1727 le posizioni di Walpole e Newcastle erano ormai salve ancora una volte e le nuove elezioni gli garantirono 430 seggi mentre soli 128 vennero lasciati all'opposizione nella camera dei comuni.
Nel 1729 la politica estera dell'Inghilterra si direzionò altrove, dal momento che Townshend era convinto che il principale nemico era ora l'Austria. Walpole e il duca di Newcastle vedevano però la Spagna come principale nemico da abbattere per la concorrenza commerciale, coloniale e navale. Walpole, a questo punto, rimosse Townshend dal suo incarico sostituendolo con lord Harrington. Da questo momento il duca di Newcastle poté prendere le piene redini del suo segretariato di stato controllando autonomamente la politica estera britannica.

#### La politica della pace
Sia il duca di Newcastle che Walpole cercarono di dividere Spagna e Austria tra loro alleandosi con quest'ultima per concentrare i propri sforzi sulla Spagna.

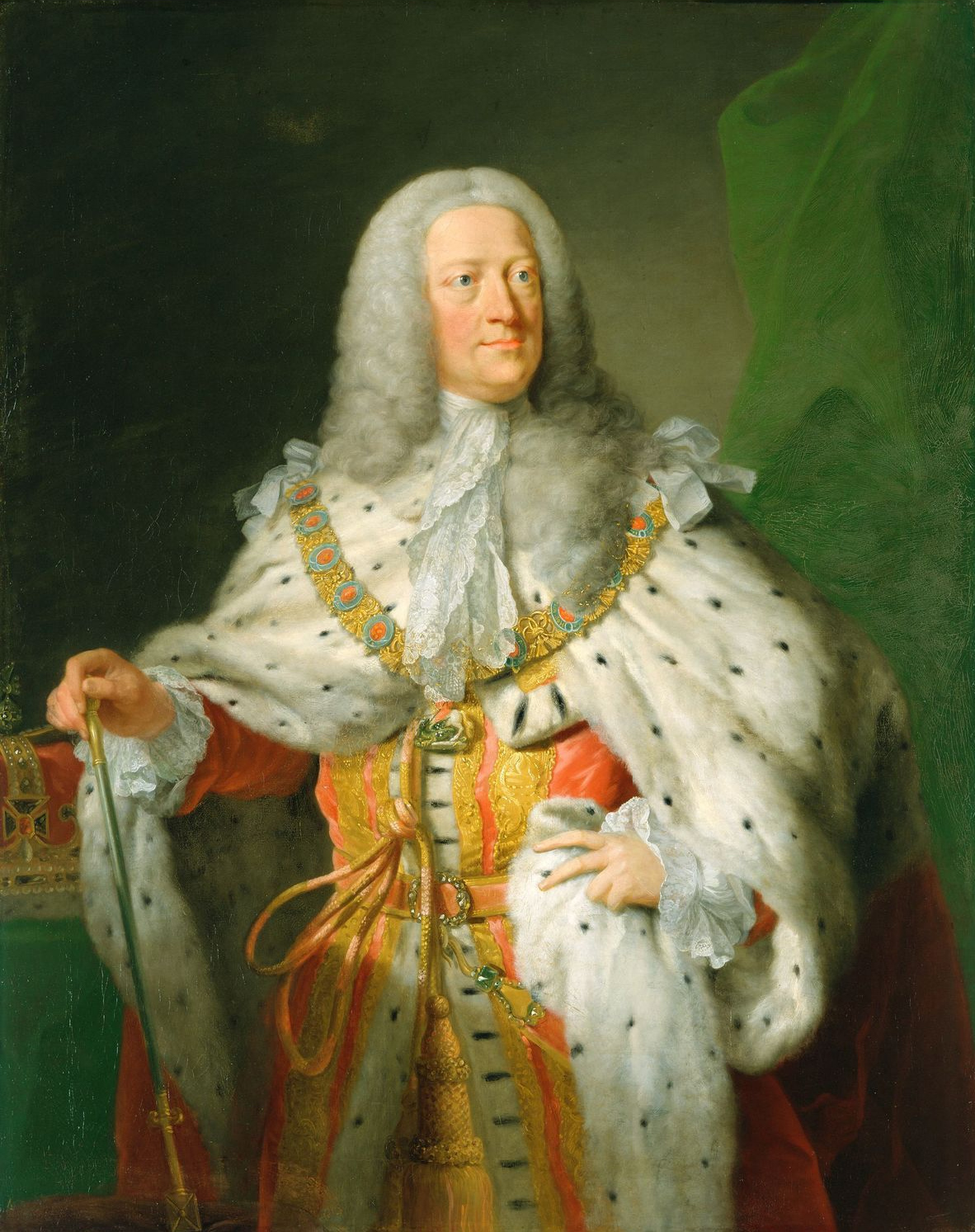
Re Giorgio II regnò dal 1727 al 1760. Malgrado gli iniziali contrasti, lui e il duca di Newcastle stabilirono un'alleanza di governo che perdurò per trent'anni.

In generale, Newcastle e Walpole aborrivano la guerra e volevano evitare che la Gran Bretagna venisse coinvolta in altre guerre sul continente. Gli inglesi sfuggirono così al coinvolgimento nella Guerra di successione polacca e anzi tentarono di impedire che scoppiasse. Una volta iniziata la guerra, però, Giorgio II tentò di spingere l'Inghilterra ad assistere l'Austria, ma tale intento venne bloccato da Walpole che voleva far rimanere lo stato neutrale. Newcastle, che fondamentalmente condivideva la posizione del re, si risolse ad accettare le posizioni del suo patrono.
A questo punto il fratello del duca di Newcastle, Henry Pelham, aveva ottenuto il lucrativo incarico di Paymaster General, ed aveva a tutti gli effetti rimpiazzato Townshend come terzo uomo della coalizione di governo. I tre continuarono a convenire ai cosiddetti Congressi di Norfolk a Houghton Hall, dai quali però emerse la sempre maggiore volontà dei due fratelli di slegarsi dall'ombra di Walpole per emergere personalmente. Newcastle era particolarmente annoiato da quello che giudicava come un abbandono dell'Austria con la quale era stato firmato un trattato di alleanza e sapeva che Walpole non avrebbe condiviso.
Dal 1735 il duca di Newcastle aveva già acquisito un grande potere anche negli affari coloniali. Devoto anglicano, egli si preoccupò anche delle materie ecclesiastiche. La sua crescente indipendenza da Walpole venne aiutata dal supporto di suo fratello e del suo migliore amico, il barone Hardwicke che era divenuto da poco Lord Cancelliere. Oltre agli ordinari scontri con la Spagna, Pelham-Holles nel 1733 diede il via anche alla fondazione della colonia Georgia. Egli si dimostrò anche un abile mediatore nell'ambito della Guerra di successione polacca, portandola alla fine del conflitto nel 1738.

#### Jenkin's Ear e l'America meridionale
Le crescenti tensioni tra Inghilterra e Spagna giunsero al culmine nel 1731 durante un incidente conosciuto come Jenkin's Ear, quando il capitano di un mercantile britannico venne catturato per commercio illegale presso le coste di Cuba da un'imbarcazione privata spagnola, e come punizione per questo fatto, gli venne tagliato un orecchio. L'incidente scioccò la Gran Bretagna non tanto per la sua brutalità ma perché in esso vedeva un volontario oltraggio alla patria.
Nel 1738 Jenkins comparve in parlamento a testimoniare il suo trattamento. Altri mercanti inviarono dunque petizioni al governo e la potente South Sea Company mobilitò l'opinione popolare. Del resto l'impero spagnolo stava tracollando e i suoi possedimenti nell'America meridionale erano sempre più in bilico. Walpole continuava a opporsi alla volontà di dichiarare guerra di molti parlamentari e per questo fu oggetto di attacchi senza precedenti. Newcastle tentò di sistemare la questione spagnola con la Convenzione di Pardo che stabiliva una somma da pagarsi dal governo spagnolo in risarcimento ai mercanti inglesi danneggiati ma l'opinione pubblica inglese era ormai troppo sotto pressione e Walpole stesso si risolse a dichiarare guerra nel 1739.

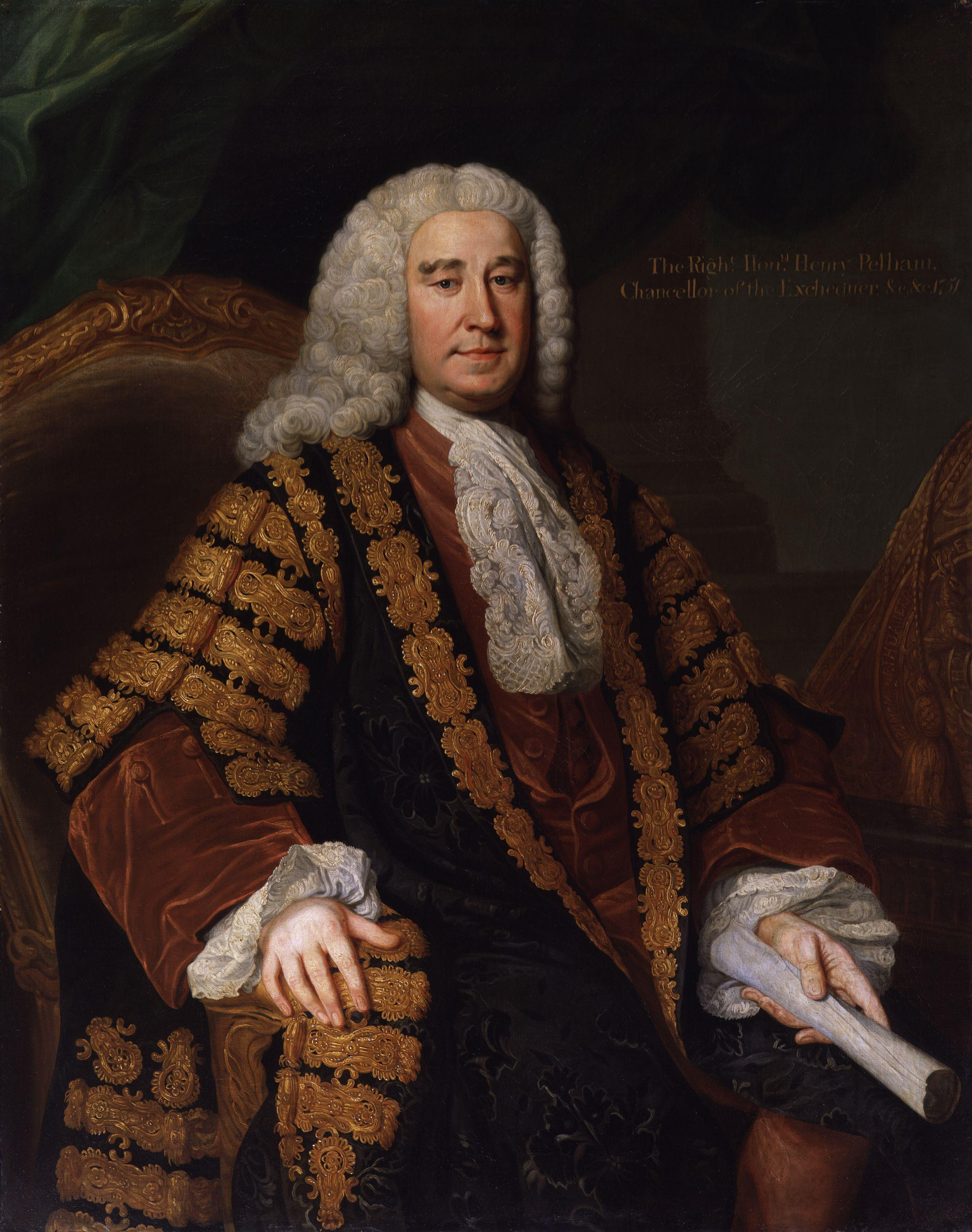
Newcastle ebbe una relazione forte ma al tempo stesso conflittuale col fratello Henry Pelham. I due uomini formarono una formidabile forza politica dopo la caduta di Walpole, e insieme dominarono la politica inglese sino alla morte di Henry nel 1754.

Gli inglesi inaugurarono la guerra con una vittoria, catturando Porto Bello, presso Panama. Questo portò allo scoppio di un fervore patriottico nelle isole britanniche che incrementò l'opposizione a Walpole che non aveva voluto subito incominciare la guerra. Newcastle, per risollevare le sorti della situazione, divenne de facto Ministro della Guerra e prese a cuore la situazione bellica in atto. Uno dei suoi suggerimenti di maggior rilievo fu la leva di molti soldati dalle colonie britanniche che andarono a rinforzare l'esercito britannico.
Nel 1741 l'Inghilterra condusse il più grande attacco alla Spagna attuando una campagna anfibia che attaccò la città colombiana di Cartagena. Il comando delle operazioni venne affidato all'ammiraglio Edward Vernon, già vincitore a Porto Bello, il quale con 31.000 tra soldati e marinai prese la città. L'assedio si dimostrò però un totale disastro per le forze britanniche che persero centinaia di uomini prima di ritirarsi. Questo fallimento sostanziale andò ancora una volta a ricadere sulle sorti di Walpole.

#### La caduta di Walpole
Dopo il disastro di Cartagena, l'Inghilterra tenne delle elezioni politiche generali e Walpole non ottenne più la maggioranza in parlamento e decadde dai propri incarichi, sostituito da lord Wilmington.
Newcastle rimase in carica anche dopo la caduta di Walpole e divenne ancora più potenete quando suo fratello Henry Pelham divenne primo ministro nel 1743. I due fratelli assieme a quelli che erano conosciuti come Vecchi Wighs fecero una coalizione coi Nuovi Whigs che precedentemente si erano opposti al governo di Walpole. Malgrado questo essi rimasero una strenua opposizione dando voce a personaggi di rilievo come William Pitt il Vecchio e John Montagu, IV conte di Sandwich.

#### La guerra di successione austriaca

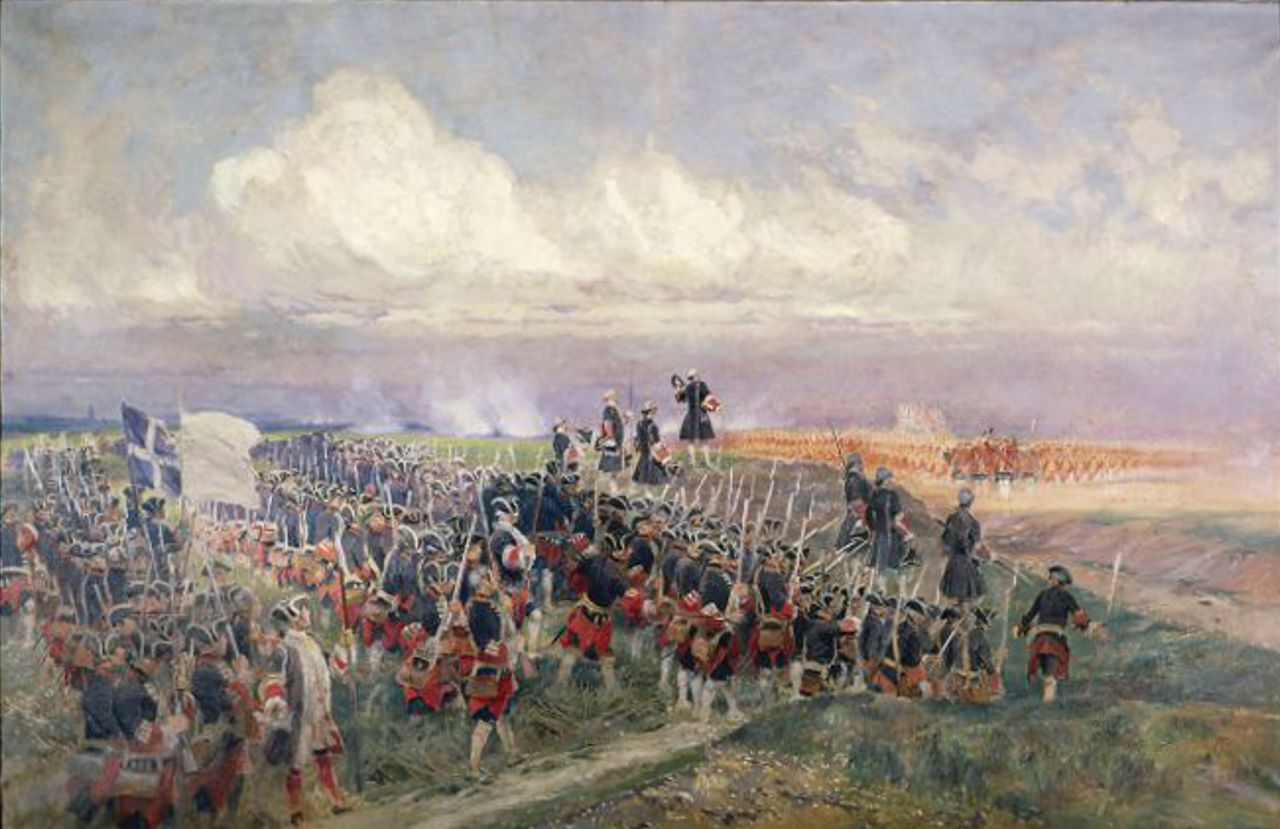
Newcastle fu un fervido sostenitore dell'Austria e diede aiuto agli alleati nell'ambito della Guerra di successione austriaca. Dopo la guerra egli costruì una rete di alleanze che per lungo tempo garantì la pace tra i due paesi.

Nel 1740, poco dopo la dichiarazione di guerra alla Spagna, un nuovo conflitto si stava facendo strada in Europa. Nella disputa per il trono imperiale del Sacro Romano Impero, Francia e Prussia avevano invaso l'Austria pianificando di rimuovere l'imperatrice Maria Teresa d'Austria sostituendola con suo zio, elettore di Baviera. L'alleanza di lunga data tra Austria e Inghilterra richiese ovviamente a quest'ultima di entrare nel conflitto al fianco degli Asburgo e l'Inghilterra stessa era motivata per non lasciare altro spazio di interazione alla Francia sul continente.
Inizialmente il coinvolgimento britannico nello scontro si limitò a sussidi finanziari e ad un supporto diplomatico all'Austria anche se dal 1742 si rese necessario intervenire anche militarmente per evitare la disfatta. In quello stesso anno, dunque, 16.000 soldati inglesi vennero inviati sul continente. Il duca di Newcastle era uno strenuo austrofilo e promosse di molto queste azioni in quanto aveva capito che l'unico modo per distruggere la Francia era allearsi con l'Austria.
Le posizioni del duca vennero per breve tempo interrotte da John Carteret, II conte Granville, un favorito del re, ma dal 1743 egli e il fratello presero fermamente il controllo della politica inglese mantenendolo saldamente sino al 1756. A questo punto Pelham-Holles tentò di attuare un piano articolato per sopprimere le tendenze espansionistiche della Francia che doveva includere anche un tentativo di persuadere la Repubblica delle Sette province in un'alleanza anti-francese oltre a mediare le dispute tra Austria e Prussia che portarono al Trattato di Dresda nel 1745. Egli inoltre pianificò un raid coloniale contro la città di Louisbourg nel 1745, che ebbe successo. Assieme alla sconfitta dell'Invasione spagnola della Georgia del 1742, queste vittorie rafforzarono le posizioni dell'Inghilterra anche nell'America settentrionale.

#### Le rivolte giacobite
Nel 1745 scoppiarono nuove rivolte giacobite in Scozia, ed altre nell'Inghilterra settentrionale. Newcastle sapeva che il fulcro di queste azioni era Bonnie Prince Charlie il quale aveva levato una forza di 5.000 uomini a Derby ed aveva concordato un'invasione Francese a sud dell'Inghilterra. Il panico generale assalì Londra e numerose voci incominciarono a circolare circa la possibile fuga del duca di Newcastle sul continente, temendo che ormai tutto fosse perduto. Pelham-Holles venne obbligato a mostrarsi tra la folla per provare di essere rimasto saldamente al potere e pronto a fronteggiare nuovi nemici col governo.
Ad ogni modo egli sapeva che se i giacobiti avrebbero vinto egli sarebbe stato forzato all'esilio e le sue proprietà sarebbero state confiscate. In breve tempo, dunque, il duca di Newcastle riorganizzò l'esercito britannico nel 1745 e dal 1746 con la Battaglia di Culloden la rivolta giacobita poté dirsi soppressa.

#### La pace di Aquisgrana
Sul continente, gli inglesi continuarono gli sforzi bellici nella guerra di successione austriaca, ma erano ora pressati dall'Olanda per siglare una pace con i francesi che devastavano il suo territorio. Newcastle considerò che qualsiasi pace siglata avrebbe potuto essere profondamente svantaggiosa per l'Inghilterra e per la sua immagine internazionale e come tale offrì nuovi sussidi militari in Europa.
Si iniziò a pensare alla pace dal 1746 a Breda quando i negoziati vennero regolati da lord Sandwich, nominato personalmente dal duca in quanto suo fervido alleato. Le istruzioni precise ricevute da Sandwich erano di evitare ogni contrattazione sin quando una significativa vittoria inglese non avesse posto l'Inghilterra in una posizione di forza. Il Congresso di Breda non procedeva bene intanto in quanto i partecipanti non volevano convenire alla pace. L'Olanda nel frattempo continuava a subire pesanti sconfitte come nell'assedio di Bergen op Zoom e nella battaglia di Lauffeldt. Il fratello di Newcastle, Henry, era ora intenzionato a siglare la pace, ma Newcastle stesso rigettò fermamente tale idea, convinto dell'imminente vittoria delle forze alleate.
Nel 1747 Newcastle venne coinvolto nel colpo di Stato per la presa di potere di Guglielmo IV di Orange-Nassau nei Paesi Bassi. Il principe di Orange era fermamente intenzionato a continuare la guerra contro la Francia in una linea dura anche se ben presto dovette appoggiarsi agli inglesi per proseguire nelle proprie intenzioni. A questo punto venne siglata una pace con la Francia a cui però addossò le colpe ai Paesi Bassi, sebbene il re ed il resto del gabinetto di governo applaudirono la scelta.
Per meglio assicurare i trattati di pace, Newcastle si garantì l'incarico di Segretario di Stato per il Dipartimento del Nord ed assicurò a Sandwich la promozione a Primo Lord dell'Ammiragliato (anche se quest'ultimo era intenzionato a divenire Segretario di Stato per il Dipartimento del Sud al posto di Newcastle stesso). Durante l'estate del 1748 fece il proprio primo viaggio istituzionale fuori dai confini inglesi recandosi nello stato di Hannover. Nell'ottobre del 1748, venne concluso formalmente il Trattato di Aquisgrana secondo il quale gli inglesi avrebbero restituito Louisbourg alla Francia in cambio di Madras ed il completo abbandono dei Francesi dai territori olandesi.
Newcastle venne immediatamente attaccato dai suoi oppositori per aver rinunciato a Louisbourg, ma molti di loro realizzarono quanto debole fosse stata la posizione dell'Inghilterra sul continente. L'Austria era inoltre profondamente insoddisfatta dell'abbandono completo in cui l'Inghilterra l'aveva lasciata.

### Il "Sistema Newcastle"
A seguito della pace, il duca di Newcastle iniziò a mettere in pratica quella politica che da tempo stava preparando. Egli credeva che la Quadruplice Alleanza avrebbe portato sempre alla presenza di nuove guerre e ad un'amministrazione instabile, mentre lui era intenzionato a sfruttare una diplomazia vigorosa per creare un lungo periodo di pace e costruire un sistema di alleanze forte attorno all'Inghilterra. Come molti Whigs egli era convinto nel mantenimento del bilanciamento delle forze in Europa tra i vari stati. Egli descrisse questo sistema come un tentativo di "restaurare un vecchio ordine", ma ben presto divenne popolarmente il "Sistema Newcastle".
Tra i continui attacchi di Pitt e dei Patriot Whigs che deprecavano la sua politica estera in Europa ritenendo che il vero teatro di guerra fosse il Nord America e le colonie, sebbene ad ogni modo Newcastle dal 1740 si fosse prodigato anche per l'espansione coloniale.
Newcastle rimase ad ogni modo molto attento all'alleanza austriaca, tentando di assicurare l'elezione al trono imperiale del figlio primogenito di Maria Teresa, Giuseppe al ruolo di Re dei Romani e poi di Imperatore del Sacro Romano Impero. Newcastle era convinto che senza un'alleanza con l'Austria "Francia e Prussia avrebbero realizzato una dittatura mondiale".
Durante questi anni egli inoltre portò avanti una politica interna al proprio governo, facendo dimettere John Russell, IV duca di Bedford, e complottando anche le dimissioni di lord Sandwich che vedeva ora come un suo pericoloso e ambizioso rivale. La facilità con cui poté fare queste azioni, dimostra lo strapotere accumulato da Palham-Holles durante gli anni del suo governo.
Nel 1752 egli fece un viaggio all'estero, accompagnando Giorgio II nel suo annuale viaggio nell'Hannover. Durante il viaggio egli tentò di coltivarsi la fiducia di lord North (futuro Primo Ministro inglese) come alleato per la sua fazione politica ma senza riuscirvi, pur mantenendo con lui un fervido rapporto d'amicizia.
Alla morte di Henry Pelham il 6 marzo 1754, Newcastle gli succedette come Primo Ministro. Egli inizialmente aveva pensato di rimanere in disparte come Segretario del Dipartimento del Nord in quanto preferiva gli affari esteri a quelli interni, ma venne persuaso dal re ad accettare la candidatura, segno di stima e riconoscenza per l'opera svolta.

### Primo ministro – primo incarico

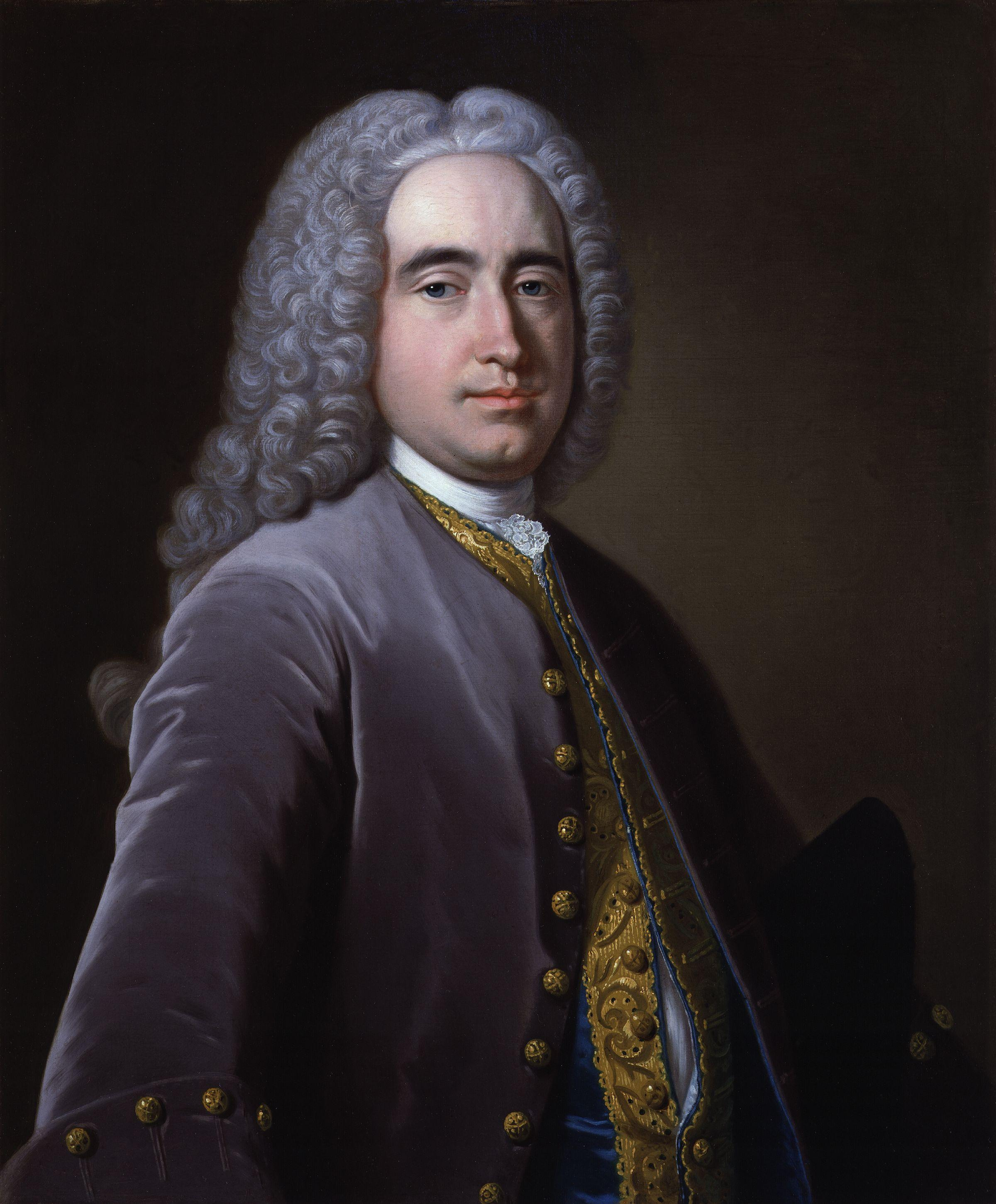
Henry Fox, I barone Holland, in un ritratto di John Giles Eccardt, c. 1740

Il primo compito di Newcastle al suo nuovo incarico di Primo Ministro du quello di scegliere qualcuno a rappresentare il governo presso la Camera dei Comuni. Con grande sorpresa egli rigettò il favorito William Pitt ed Henry Forz preferendo loro sir Thomas Robinson. Newcastle era largamente strumentale nel nominare uomini di governo da lui considerati deboli, di modo da poterli dominare.
Durante il 1754 il duca di Newcastle vinse nuovamente col suo governo le elezioni garantendosi un'ampia maggioranza. La sua personale abilità nel direzionare le elezioni dei parlamentari raggiungeva così nuovi picchi. Egli sentiva ora la necessità di attuare nuove riforme economiche: egli propose delle misure per ridurre l'ammontare dell'interesse pagato dalla Banca d'Inghilterra sul debito nazionale. Tale decisione gli attirò molte critiche dal momento che molti non lo ritenevano sufficientemente qualificato in materia finanziaria per ottenere il controllo della tesoreria nazionale.

#### America
La rivalità tra Gran Bretagna e Francia nel Nord America era già cresciuta da qualche tempo. Entrambe le potenze stavano ormai convenendo nell'Ohio che offriva enormi potenzialità per la fondazione di una ricca colonia e come era prevedibile in breve tempo entrambe le nazioni inviarono forze militari ad occupare il territorio. Mentre gli inglesi pensarono subito di stabilire un accampamento iniziale, vennero sconfitti dalla spedizione francese nella Battaglia di Fort Necessity del 1754 e nel contempo a Londra prese a crescere l'opposizione.
Dal 1755 venne dunque pianificata una più forte spedizione contro i francesi in America secondo la quale delle forze britanniche si sarebbero poste nell'Ohio e altre nella Nuova Inghilterra prendendo anche il controllo della Nuova Scozia. Il nuovo comandante in capo, Edward Braddock venne nominato, prendendo il controllo delle forze e assemblando le potenzialità delle colonie. L'architetto di questo schema fu il principe Guglielmo, duca di Cumberland che si guadagnò grande fama in quel frangente. In tutto questo il duca di Newcastle era dubbioso e temporaneamente si alleò con Henry Fox il quale supportava la campagna di colonizzazione in America.
Dopo alcuni mesi dall'arrivo delle forze di Braddock in America, scoppiò il disastro. Attaccate da forze francesi e indiane locali nei boschi dell'area, più della met dei soldati incluso Braddock vennero uccisi. Le forze restanti si ritirarono a Filadelfia, lasciando alla Francia il pieno controllo dell'area interna. Lo schema di presa della Nova Scotia ebbe maggior successo, ma la "Great Expulsion" che ne seguì creò non pochi problemi a Newcastle.
Tutti questi eventi ebbero luogo senza che vi fosse una dichiarazione formale di guerra. Col declino della situazione americana, Newcastle venne forzato ad abbandonare i propri piani per una riforma finanziaria, preferendo invece spendere il denaro per le forze militari.

#### La perdita di Minorca

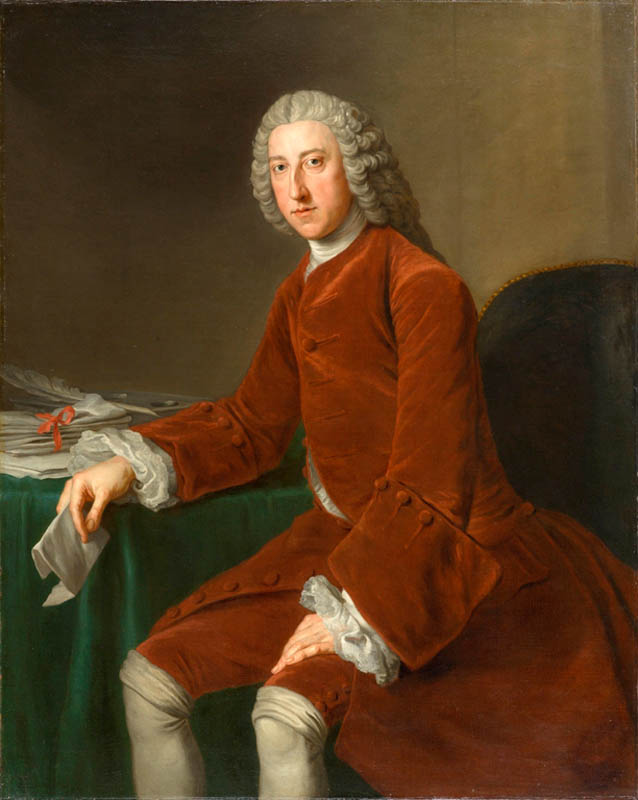
William Pitt era il leader dei Patriot Whigs, e un'importante spina nel fianco di Newcastle. Molti rimasero sorpresi quando i due formarono un governo congiunto nel 1757.

Mentre il duca di Newcastle era impegnato nella campagna americana, in Europa altri eventi stavano reclamando la sua attenzione.
L'Austria continuava nel suo risentimento verso l'Inghilterra per lo stato di abbandono nella quale era stata lasciata nei momenti cruciali della sua storia, a tal punto che nel 1756 l'Austria siglò un'alleanza con la Francia il che portò ad un totale sbilanciamento delle potenze in Europa.
Newcastle dunque volle evitare lo scoppio di altre guerre e circondò la Francia di potenze a lei ostili. L'ostilità della Prussia alla nuova alleanza tra Francia e Austria, ad ogni modo portò Federico il Grande ad invadere la Slesia nel 1756 e nel contempo si riaprirono i contrasti tra Francia e Inghilterra nelle colonie americane: era iniziata la Guerra dei sette anni.
Newcastle vide questo susseguirsi di eventi come il fallimento della sua politica e nel novembre del 1756 egli venne rimpiazzato al posto di primo ministro da William Cavendish, IV duca di Devonshire. Alcuni avevano reclamato addirittura la sua esecuzione a seguito della perdita di Minorca nel 1756, ma al suo posto venne fucilato il comandante della flotta britannica John Byng il quale venne considerato da molti uno specchio per proteggere Newcastle da condanna sicura.

### Primo Ministro - secondo incarico

#### Il ritorno
Nel luglio del 1757 Pelham-Holles tornò per la seconda volta a ricoprire la carica di primo ministro del Regno di Gran Bretagna dal momento che Pitt non poteva più godere del pieno supporto del parlamento. Il rapporto tra i due andò però sempre più intensificandosi sino ad arrivare a stringere un'alleanza.

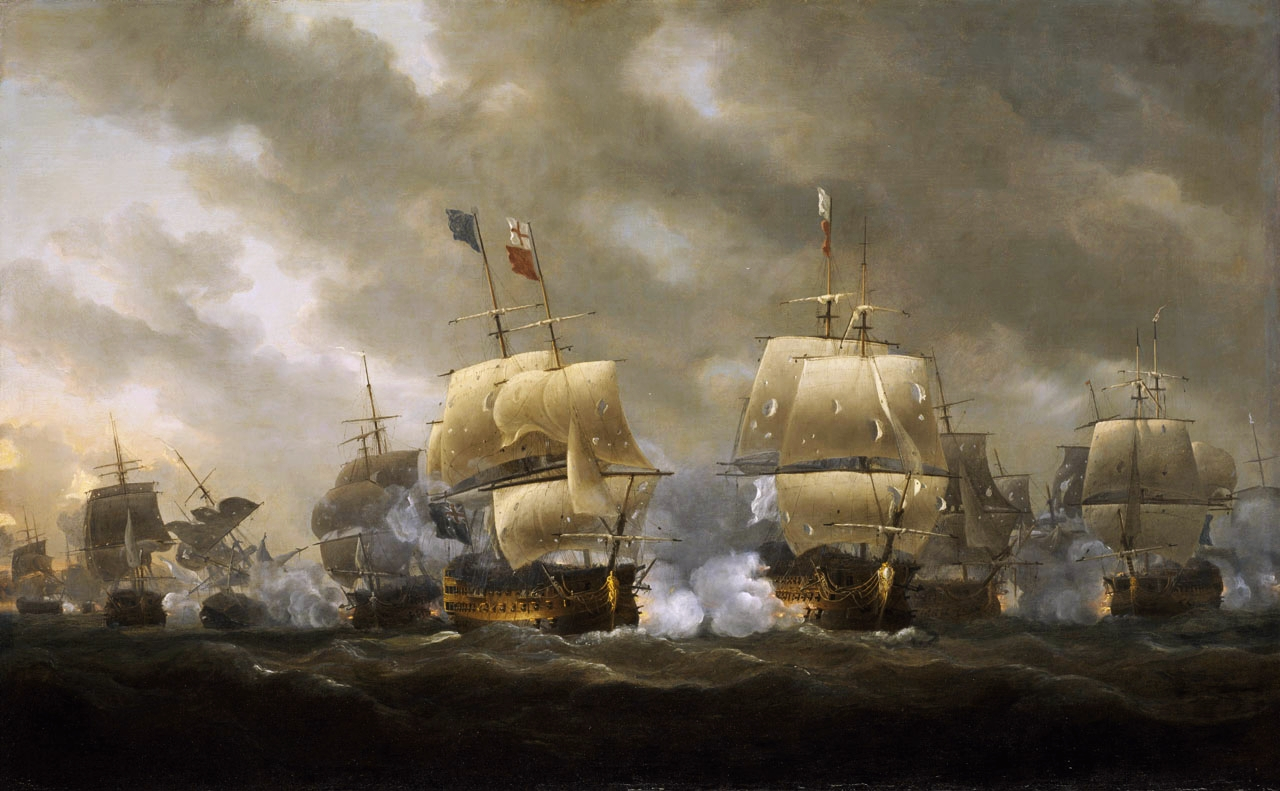
Il 1759 venne conosciuto col nome di Annus Mirablis dopo che gli inglesi vinsero molte battaglie sul continente e per mare. Nel novembre di quell'anno la Francia aveva pianificato l'invasione della Gran Bretagna che però si era risolta in una grande sconfitta a Quiberon. Gran parte del merito andò a Pitt piuttosto che a Newcastle

Questa alleanza, almeno sulla carta, era impareggiabile. Pitt era stato uno stridente critico per anni di Newcastle: il duca vedeva la miglior possibilità di vittoria per l'Inghilterra nel dirigere risorse alla guerra sul continente, mentre Pitt era intenzionato a badare di più alle colonie nel Nord America, nell'Africa occidentale ed in Asia dove i Francesi erano più vulnerabili. Malgrado queste differenze, erano entrambi ardenti Whigs e riuscirono a creare un'importante alleanza politica. Già in precedenza ad ogni modo Newcastle aveva tentato di far nominare Pitt Segretario della Guerra nel 1745, ma Giorgio II aveva posto il proprio veto sulla questione.

#### La guerra dei sette anni
Newcastle fece tesoro della nuova alleanza costituita, unendo le due teorie sue e di Pitt organizzando spedizioni militari contro la Francia sul continente e nelle colonie. Col susseguirsi delle vittorie, gli sforzi vennero aumentati di conseguenza. Mentre però Newcastle era più preoccupato della situazione politica del parlamento, Pitt colse l'occasione per dirigere personalmente le operazioni guadagnandosi grande fama. La coppia di governo, ad ogni modo, si avvalse anche di personaggi chiave per l'epoca come Philip Yorke, I conte di Hardwicke, George Anson, I barone Anson e Edward Ligonier, I conte Ligonier.
Il duca di Newcastle si era reso conto che la perdita di Minorca e l'occupazione francese di alcuni porte chiave nei Paesi Bassi austriaci aveva compromesso parte della riuscita della guerra. Per cercare di riguadagnare importanti posizioni nel Mediterraneo, l'Inghilterra pianificò ed attuò l'invasione della Corsica, controllata dalla neutrale Repubblica di Genova, al fine di usarla come base navale militare. Pitt era allarmato da questa mossa in quanto avrebbe potuto prospettare un conflitto con l'Austria.

#### Il successo
Dal 1758 Pitt iniziò a creare una serie di spedizioni militari coloniali per ridare una nuova immagine all'Inghilterra come potenza coloniale: le sue armate presero il Senegal ed il Gambia nell'Africa occidentale e ripresero Louisbourg nel nord America. Egli pianificò anche spedizioni nelle Indie Orientali ed in Canada. Per fare questo, Pitt dovette parzialmente sguarnire la flotta inglese in madrepatria il che preoccupava fortemente il duca di Newcastle per la possibilità di invasioni straniere facilitate il che si reificò nel tentativo di invasione dell'Inghilterra attuato dalla Francia nel 1759 che però fallì nella Battaglia di Quiberon Bay.

#### Il crollo
Sotto questo "Broad bottom government", la Gran Bretagna aumentò la propria fama internazionale come grande potenza, ma gradualmente il nuovo monarca Giorgio III iniziò a legarsi sempre più agli ideali di John Stuart, III conte di Bute, il quale dopo aver soppiantato Pitt, divenne primo ministro al posto di Newcastle nel maggio del 1762. Giorgio III aveva descritto Pitt come un "serpente nell'erba" e Newcastle come un suo compare. Malgrado la loro innegabile competenza nella guerra, il nuovo re non si fidava di loro per la conduzione del futuro della Gran Bretagna e questa fu l'ultima volta in cui un monarca inglese rimosse un primo ministro di propria spontanea volontà senza farne debita richiesta al parlamento. Dal momento che Bute era della compagine parlamentare dei Tories, questo fatto siglò la fine del monopolio degli Whigs al governo che era perdurato dall'ascesa al trono inglese degli Hannover nel 1714.

### Gli ultimi anni

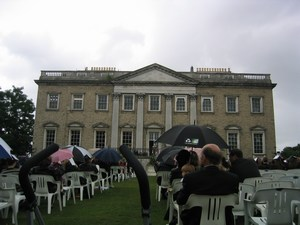
Newcastle trascorse gran parte degli ultimi anni della sua vita a Claremont. Egli era orgogliosissimo di questa sua residenza di campagna e dei grandiosi giardini per i quali spese somme considerevoli.

#### All'opposizione
Il duca, costretto alle dimissioni da primo ministro, si gettò in una strenua opposizione e perse il privilegio di detenere il ruolo di Lord Luogotenente per la sua opposizione ai trattati di pace del 1763. Assieme a Pitt egli riteneva che i termini di pace fossero troppo favorevoli a Francia e Spagna, considerando invece la posizione forte dell'Inghilterra più meritevole. Un gran numero di territori presi durante la guerra vennero restituiti anche se la presenza francese in Canada e India poteva dirsi completamente cancellata.
Durante gli ultimi anni, il duca trascorse gran parte del suo tempo nella sua residenza di campagna a Claremont che amava sopra ogni cosa. Newcastle era stato al governo per quarantacinque anni continui.

#### L'ultimo colpo di coda
Nel 1765 il duca tornò brevemente sulla scena politica divenendo Lord Privy Seal nel governo di Charles Watson-Wentworth, II marchese di Rockingham. Rockingham aveva molte cose in comune con Newcastle, ed entrambi erano ricchi Whigs. Newcastle a questo punto ricevette l'offerta dal re di tornare a ricoprire l'incarico di Segretario di Stato per il Dipartimento del Sud ma egli rifiutò. Egli rimase al suo incarico per alcuni mesi per poi cedere il posto al duca di Grafton dopo il grollo del governo.

#### Il ritiro a vita privata
Egli rimase all'opposizione senza avere altri incarichi. Il duca continuò a godere sempre di grandi patronati e di una grande influenza politica, ma la sua salute stava lentamente declinando ed egli morì nel novembre del 1768. Nei suoi ultimi mesi di vita egli consigliò degli atti coercitivi per l'America britannica. Dopo la sua morte, la residenza di Claremont venne venduta a Robert Clive il quale si era fatto un nome durante la Guerra dei sette anni.
Nel 1731, a Houghton Hall, la casa di campagna di sir Robert Walpole nel Norfolk, il duca, con Francesco Stefano di Lorena (poi imperatore del Sacro Romano Impero), era stato inoltre nominato Maestro Massone dal Gran Maestro della occasional Lodge, lord Lovell. Nel 1739, alla creazione del Foundling Hospital di Londra egli ne era divenuto uno dei principali amministratori.
Il duca fu durante la sua lunga vita industrioso ed energetico, e fu indubbiamente lo statista che nel settecento monopolizzò maggiormente il governo inglese assieme a Walpole.

## Matrimonio e successione

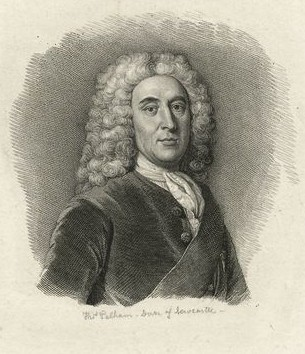
Thomas Pelham-Holles, I duca di Newcastle-upon-Tyne

Nel 1718 il duca sposò Henrietta Godolphin, figlia di Francis Godolphin, II conte di Godolphin e nipote di John Churchill, I duca di Marlborough. La duchessa era di salute cagionevole e la coppia non ebbe figli.
Non avendo avuto figli dal matrimonio, si delineava la prospettiva che alla sua morte il ducato di Newcastle upon Tyne si sarebbe estinto nuovamente e pertanto Giorgio II lo creò anche Duca di Newcastle-under-Lyne nel 1756, titolo che sarebbe poi passato a suo nipote, il IX conte di Lincoln, il quale ne ereditò anche tutte le residenze.
Inoltre nel 1762 egli venne creato anche Barone Pelham di Stanmer, titolo che passò in eredità a suo cugino Thomas Pelham ed ai di lui eredi maschi. Al cugino passarono anche diverse terre e carte private del duca e venne successivamente creato Conte di Chichester.

## Ascendenza
|                                                     |                                |                                      | Genitori                                         |  |  | Nonni |  |  | Bisnonni                        |  |  | Trisnonni                      |  |
|                                                     |                                |                                      |                                                  |  |  |       |  |  | sir Thomas Pelham, II baronetto |  |  | sir Thomas Pelham, I baronetto |  |
|                                                     |                                |                                      |                                                  |  |  |       |  |  | sir Thomas Pelham, II baronetto |  |  | sir Thomas Pelham, I baronetto |  |
|                                                     |                                | Mary Walsingham                      |                                                  |  |  |       |  |  | sir Thomas Pelham, II baronetto |  |  |                                |  |
| sir John Pelham, III baronetto                      |                                |                                      |                                                  |  |  |       |  |  | sir Thomas Pelham, II baronetto |  |  |                                |  |
|                                                     |                                | Mary Wilbraham                       | sir Roger Wilbraham                              |  |  |       |  |  |                                 |  |  |                                |  |
|                                                     |                                | Mary Wilbraham                       | sir Roger Wilbraham                              |  |  |       |  |  |                                 |  |  |                                |  |
|                                                     |                                | Mary Wilbraham                       | Mary Baber                                       |  |  |       |  |  |                                 |  |  |                                |  |
| Thomas Pelham, I barone Pelham                      |                                | Mary Wilbraham                       |                                                  |  |  |       |  |  |                                 |  |  |                                |  |
|                                                     |                                | Robert Sidney, II conte di Leicester | Robert Sidney, I conte di Leicester              |  |  |       |  |  |                                 |  |  |                                |  |
|                                                     |                                | Robert Sidney, II conte di Leicester | Robert Sidney, I conte di Leicester              |  |  |       |  |  |                                 |  |  |                                |  |
|                                                     |                                | Robert Sidney, II conte di Leicester | Barbara Gamage                                   |  |  |       |  |  |                                 |  |  |                                |  |
| lady Lucy Sidney                                    |                                | Robert Sidney, II conte di Leicester |                                                  |  |  |       |  |  |                                 |  |  |                                |  |
|                                                     |                                | lady Dorothy Percy                   | Henry Percy, IX conte di Northumberland          |  |  |       |  |  |                                 |  |  |                                |  |
|                                                     |                                | lady Dorothy Percy                   | Henry Percy, IX conte di Northumberland          |  |  |       |  |  |                                 |  |  |                                |  |
|                                                     |                                | lady Dorothy Percy                   | lady Dorothy Devereux                            |  |  |       |  |  |                                 |  |  |                                |  |
| Thomas Pelham-Holles, I duca di Newcastle-upon-Tyne |                                | lady Dorothy Percy                   |                                                  |  |  |       |  |  |                                 |  |  |                                |  |
|                                                     | John Holles, II conte di Clare | John Holles, I conte di Clare        |                                                  |  |  |       |  |  |                                 |  |  |                                |  |
|                                                     | John Holles, II conte di Clare | John Holles, I conte di Clare        |                                                  |  |  |       |  |  |                                 |  |  |                                |  |
|                                                     | John Holles, II conte di Clare | Anne Stanhope                        |                                                  |  |  |       |  |  |                                 |  |  |                                |  |
| Gilbert Holles, III conte di Clare                  | John Holles, II conte di Clare |                                      |                                                  |  |  |       |  |  |                                 |  |  |                                |  |
|                                                     |                                | Elizabeth Vere                       | Horace Vere, I barone Vere di Tilbury            |  |  |       |  |  |                                 |  |  |                                |  |
|                                                     |                                | Elizabeth Vere                       | Horace Vere, I barone Vere di Tilbury            |  |  |       |  |  |                                 |  |  |                                |  |
|                                                     |                                | Elizabeth Vere                       | Mary Tracy                                       |  |  |       |  |  |                                 |  |  |                                |  |
| lady Grace Holles                                   |                                | Elizabeth Vere                       |                                                  |  |  |       |  |  |                                 |  |  |                                |  |
|                                                     |                                | hon. William Pierrepont              | Robert Pierrepont, I conte di Kingston-upon-Hull |  |  |       |  |  |                                 |  |  |                                |  |
|                                                     |                                | hon. William Pierrepont              | Robert Pierrepont, I conte di Kingston-upon-Hull |  |  |       |  |  |                                 |  |  |                                |  |
|                                                     |                                | hon. William Pierrepont              | Gertrude Talbot                                  |  |  |       |  |  |                                 |  |  |                                |  |
| Grace Pierrepont                                    |                                | hon. William Pierrepont              |                                                  |  |  |       |  |  |                                 |  |  |                                |  |
|                                                     |                                | Elizabeth Harries                    | sir Thomas Harries, I baronetto                  |  |  |       |  |  |                                 |  |  |                                |  |
|                                                     |                                | Elizabeth Harries                    | sir Thomas Harries, I baronetto                  |  |  |       |  |  |                                 |  |  |                                |  |
|                                                     |                                | Elizabeth Harries                    | Eleanor Giffard                                  |  |  |       |  |  |                                 |  |  |                                |  |
|                                                     |                                | Elizabeth Harries                    |                                                  |  |  |       |  |  |                                 |  |  |                                |  |